# Listă de jocuri video de rol din 2020–2021
Acesta este un index cuprinzător al jocurilor video de rol comerciale, sortate cronologic după anul apariției. Informațiile referitoare la data lansării, dezvoltatorul, editura, sistemul de operare, subgenul și notabilitatea sunt furnizate acolo unde sunt disponibile. Tabelul poate fi sortat făcând clic pe casetele mici de lângă titlurile coloanelor. Această listă nu include MUD-uri sau MMORPG-uri. Include jocuri roguelike, de acțiune și tactice (timp real).

Aceasta este o listă de jocuri video de rol din 2020 – 2021.

## Legenda
| Platforme de jocuri video |
| ------------------------- |

| 3DS   | Nintendo 3DS                   |
| CROSS | Cross-platform                 |
| DROI  | Platforma nu este recunoscută. |
| iOS   | iOS                            |

| LIN | Linux                          |
| MAC | Macintosh / Mac OS             |
| NX  | Platforma nu este recunoscută. |
| PS4 | Platforma nu este recunoscută. |

| PSV  | Platforma nu este recunoscută. |
| WIN  | Microsoft Windows              |
| XOne | Platforma nu este recunoscută. |
|      |                                |

| 3DS   | Nintendo 3DS                   |
| CROSS | Cross-platform                 |
| DROI  | Platforma nu este recunoscută. |
| iOS   | iOS                            |

| LIN | Linux                          |
| MAC | Macintosh / Mac OS             |
| NX  | Platforma nu este recunoscută. |
| PS4 | Platforma nu este recunoscută. |

| PSV  | Platforma nu este recunoscută. |
| WIN  | Microsoft Windows              |
| XOne | Platforma nu este recunoscută. |
|      |                                |

| Tipuri de lansări |
| ----------------- |

| Rerel  | Jocul a fost relansat pe aceeași platformă cu modificări minore sau fără modificări.                                                                                     |
| Port   | Jocul a apărut pentru prima dată pe o altă platformă. Este la fel ca originalul, cu puține sau deloc diferențe.                                                          |
| Remake | Jocul este un remake îmbunătățit al celui original, lansat pe aceeași platformă sau pe o platformă diferită, cu modificări ale graficii, sunetului și/sau gameplay-ului. |
| Compl  | O compilație, antologie sau colecție de mai multe titluri, de obicei (dar nu întotdeauna) aparținând aceleiași serii.                                                    |
| Limit  | O lansare specială (numită adesea Limited sau Collector’s Edition) cu material bonus de colecție. Adesea este furnizată persoanelor care pre-comandă un joc.             |

| Rerel  | Jocul a fost relansat pe aceeași platformă cu modificări minore sau fără modificări.                                                                                     |
| Port   | Jocul a apărut pentru prima dată pe o altă platformă. Este la fel ca originalul, cu puține sau deloc diferențe.                                                          |
| Remake | Jocul este un remake îmbunătățit al celui original, lansat pe aceeași platformă sau pe o platformă diferită, cu modificări ale graficii, sunetului și/sau gameplay-ului. |
| Compl  | O compilație, antologie sau colecție de mai multe titluri, de obicei (dar nu întotdeauna) aparținând aceleiași serii.                                                    |
| Limit  | O lansare specială (numită adesea Limited sau Collector’s Edition) cu material bonus de colecție. Adesea este furnizată persoanelor care pre-comandă un joc.             |

| Note despre genuri |
| ------------------ |

| Action RPG   | Joc video de rol de acțiune.              |
| Tactical RPG | Joc video de rol tactic.                  |
| Roguelike    | Roguelike.                                |
| MMORPG       | Joc de rol cu multiplayer online în masă. |
| MUD          | MUD.                                      |

| FPS/RPG | Shooter first-person / Joc video de rol hibrid (Joc video de rol shooter).                            |
| RTS/RPG | Joc de strategie în timp real / Joc video de rol hibrid (Joc video de rol de strategie în timp real). |
| WRPG    | Joc de rol în stil western.                                                                           |
| JRPG    | Joc de rol în stil japonez.                                                                           |
| Eroge   | Joc japonez cu conținut erotic.                                                                       |

| Action RPG   | Joc video de rol de acțiune.              |
| Tactical RPG | Joc video de rol tactic.                  |
| Roguelike    | Roguelike.                                |
| MMORPG       | Joc de rol cu multiplayer online în masă. |
| MUD          | MUD.                                      |

| FPS/RPG | Shooter first-person / Joc video de rol hibrid (Joc video de rol shooter).                            |
| RTS/RPG | Joc de strategie în timp real / Joc video de rol hibrid (Joc video de rol de strategie în timp real). |
| WRPG    | Joc de rol în stil western.                                                                           |
| JRPG    | Joc de rol în stil japonez.                                                                           |
| Eroge   | Joc japonez cu conținut erotic.                                                                       |

## Lista
| An        | Titlu                                  | Dezvoltator                                                | Editură                           | Setări                    | Platformă                                 | Subgen   | Serie/Note                         | Țara de origine                                            |                                  |
| --------- | -------------------------------------- | ---------------------------------------------------------- | --------------------------------- | ------------------------- | ----------------------------------------- | -------- | ---------------------------------- | ---------------------------------------------------------- | -------------------------------- |
| 2021 (WW) | ATOM RPG Trudograd                     | AtomTeam                                                   | AtomTeam                          | Sci-fi, Post-apocaliptic  | LINUX, MAC, NS, PS4, WIN, XBOX ONE        | Original | CRPG, pe ture                      | Sequel al ATOM RPG                                         | Letonia, Polonia, Rusia, Ucraina |
| 2020 (WW) | Cyberpunk 2077                         | CD Projekt Red                                             | CD Projekt                        | Sci-fi, Cyberpunk         | PS4, PS5, STADIA, WIN, XBOX ONE, XBOX X/S | Original | FPS/RPG, Open-world                |                                                            | Polonia                          |
| 2021 (WW) | Encased: A Sci-Fi Post-Apocalyptic RPG | Dark Crystal Games                                         | Prime Matter                      | Sci-fi, Post-apocalyptic  | WIN                                       | Original | CRPG, pe ture                      |                                                            | Rusia                            |
| 2020 (WW) | Gamedec                                | Anshar Studios                                             | Anshar Publishing                 | Sci-fi, Cyberpunk         | MAC, NS, PS4, WIN, XBOX ONE               | Original | CRPG, Non combat                   |                                                            | Polonia                          |
| 2021 (WW) | Mechajammer                            | Whalenought Studios                                        | Modern Wolf                       | Sci-fi, Cyberpunk, Horror | MAC, WIN                                  | Original | Open-world RPG, pe ture, timp real |                                                            | SUA                              |
| 2021 (WW) | Pathfinder: Wrath of the Righteous     | Owlcat Games                                               | META Publishing, Owlcat Games     | Fantasy                   | MAC, PS4, WIN, XBOX ONE                   | Original | CRPG, pe ture                      | Bazat pe o aventură publicată de Paizo Publishing in 2013. | Cyprus                           |
| 2021 (WW) | Sands of Salzaar                       | Han-Squirrel Studio                                        | XD                                | Fantasy                   | WIN                                       | Original | Action RPG, Open-world             |                                                            | China                            |
| 2021 (WW) | Solasta: Crown of the Magister         | Tactical Adventures                                        | Tactical Adventures               | Fantasy                   | MAC, WIN                                  | Original | CRPG, pe ture                      |                                                            | France                           |
| 2021 (WW) | Wartales                               | Shiro Games                                                | Shiro Unlimited                   | Fantasy                   | WIN                                       | Original | Open-world RPG, pe ture            | Acces timpuriu din decembrie 2021                          | Franța                           |
| 2020 (WW) | Wasteland 3                            | inXile Entertainment                                       | inXile Entertainment, Deep Silver | Sci-fi, Post-apocaliptic  | LINUX, MAC, PS4, WIN, XBOX ONE            | Original | CRPG, pe ture                      | Al treilea joc din această serie RPG, de la Wasteland.     | US                               |
| 2020 (WW) | Waylanders (The Waylanders)            | Gato Studio Arhivat în 13 august 2022, la Wayback Machine. | Gato Studio                       | Fantasy, Celtic           | WIN                                       | Original | CRPG, Timp real, cu pauză          |                                                            | Spania                           |
| 2020 (WW) | OMORI                                  | OMOCAT                                                     | PLAYISM                           | Horror psihologic         | MAC, WIN, NS, PS4, XBOX ONE               | Original | Open-world RPG, pe ture, JRPG      |                                                            | SUA                              |